# Кнопп-Лабах
Кнопп-Лабах (нім. Knopp-Labach) — громада в Німеччині, розташована в землі Рейнланд-Пфальц. Входить до складу району Південно-Західний Пфальц. Складова частина об'єднання громад Таляйшвайлер-Вальгальбен.
Площа — 5,95 км2. Населення становить 402 ос. (станом на 31 грудня 2020).

## Галерея

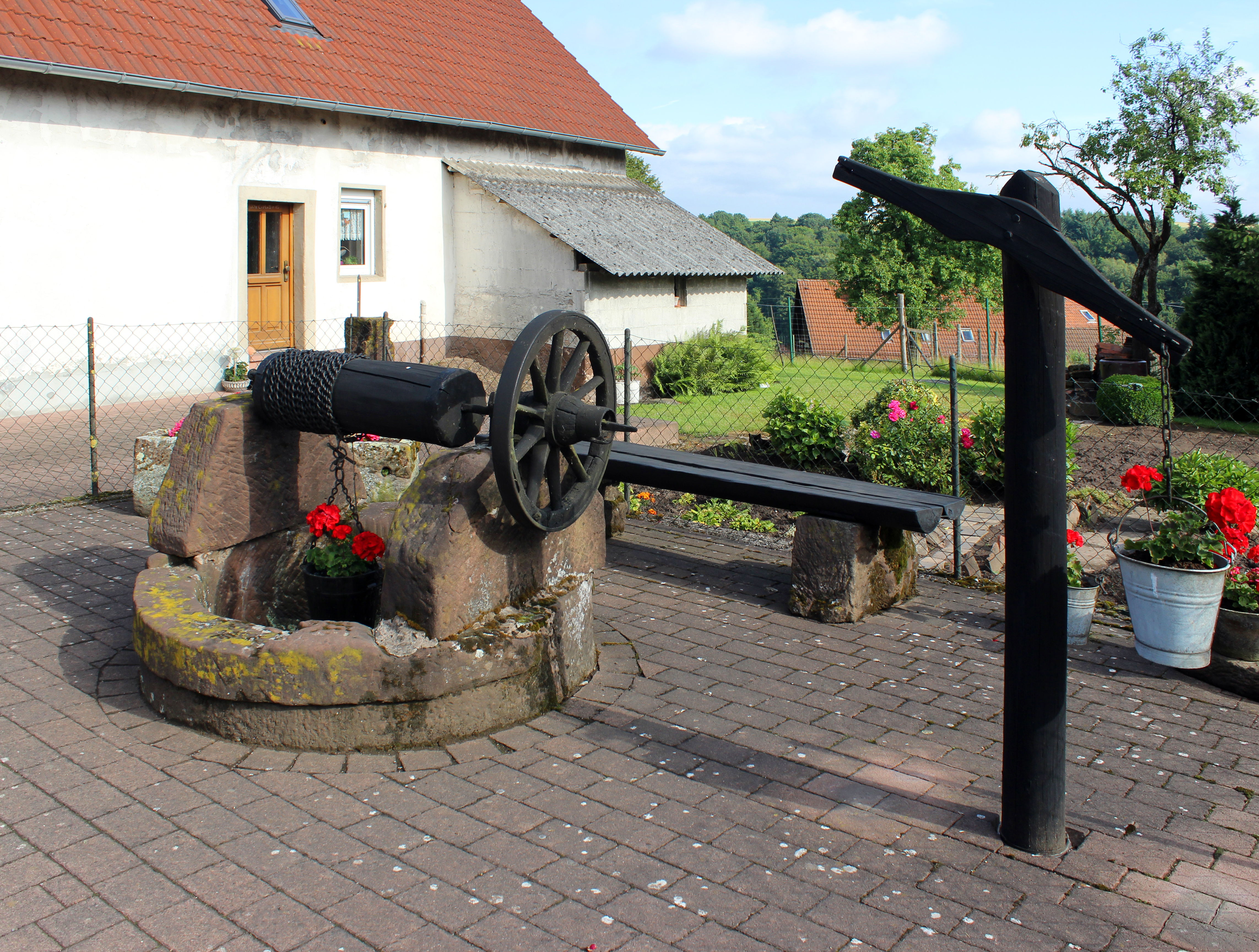